# برایتنفلد (لایپزیگ)
برایتنفلد (به آلمانی: Breitenfeld) یک منطقهٔ مسکونی در آلمان است که در لایپزیگ واقع شده‌است.